# Curiosity
『Curiosity』（キュリオシティ）は、中島愛の4枚目のオリジナルアルバム。2018年2月14日にFlyingDogから発売された。

## 概要
2017年の歌手活動復帰後、初のオリジナル・アルバム。プロデューサーは、ポルノグラフィティや広瀬香美、小泉今日子などを手掛けた田村充義。中島は「もう一度ファーストアルバムを作る」という心持ちでアルバム制作に望んだ。
中島がプロデューサーの田村と話をしている時に「中島さんが活動休止中も変わらず持っていたのは好奇心なのではないか」と言われたことを元に、アルバム制作時の全体的なテーマとして「好奇心」を掲げ、楽曲も「好奇心」に溢れたものが集められた。このような経緯からアルバムタイトルは「好奇心」という意味を持つ『Curiosity』と名付けられた。
楽曲提供のクリエイターには、ラスマス・フェイバー、岩里祐穂、重永亮介、ポルノグラフィティの新藤晴一のほか、CMJKや前山田健一などが参加。楽曲提供者は基本的に田村やスタッフによって決定していったが、1stアルバム『I Love You』に参加していた重永亮介や加藤哉子は中島からの強い希望により参加が決定。また、数多くの楽曲を中島に提供しているラスマス・フェイバーに関しては、中島とスタッフの双方に「ラスマスさんは絶対外せない」という共通認識があったことから、本作への参加が決定した。
中島も「Life's The Party Time!!」「思い出に変わるまで」「愛を灯して」の3曲で自ら作詞を担当している。（「Life's The Party Time!!」は前山田健一との共作）
パッケージでは、CD+BDの初回限定盤（VTZL-143）、CDのみの通常盤（VTCL-60467）の2タイプで発売。またmoraやe-onkyo musicではハイレゾ版も配信されている。

## 収録内容
| #         | タイトル                           | 作詞              | 作曲         | 編曲                       | 時間  |
| --------- | ---------------------------------- | ----------------- | ------------ | -------------------------- | ----- |
| 1.        | 「サブマリーン」                   | 新藤晴一          | Rasmus Faber | Rasmus Faber               | 4:05  |
| 2.        | 「Life's The Party Time!!」        | 中島愛 前山田健一 | 前山田健一   | 前山田健一                 | 4:12  |
| 3.        | 「残像のアヴァロン」               | 岩里祐穂          | バグベア     | バグベア 千葉“naotyu-”直樹 | 4:34  |
| 4.        | 「ワタシノセカイ」                 | 瀬尾公治          | 秋浦智裕     | WEST GROUND                | 3:29  |
| 5.        | 「Jewel」                          | 加藤哉子          | 本間昭光     | 本間昭光                   | 4:17  |
| 6.        | 「思い出に変わるまで」             | 中島愛            | 重永亮介     | 重永亮介                   | 4:59  |
| 7.        | 「ウソツキザクラ」                 | Satomi            | 松本良喜     | 松本良喜                   | 4:32  |
| 8.        | 「最高の瞬間」                     | 山田稔明          | 古川貴浩     | 古川貴浩                   | 4:24  |
| 9.        | 「Odyssey」                        | Avec Avec         | Avec Avec    | Avec Avec                  | 5:17  |
| 10.       | 「サタデー・ナイト・クエスチョン」 | 加藤慎一          | 山内総一郎   | フジファブリック           | 3:49  |
| 11.       | 「未来の記憶」                     | 甲斐みのり Twisty | CMJK         | CMJK                       | 4:58  |
| 12.       | 「愛を灯して」                     | 中島愛            | 坂東邑真     | 坂東邑真                   | 4:05  |
| 合計時間: | 合計時間:                          | 合計時間:         | 合計時間:    | 合計時間:                  | 52:41 |

| #         | タイトル                                        | 作詞  | 作曲・編曲 | 時間 |
| --------- | ----------------------------------------------- | ----- | ---------- | ---- |
| 1.        | 「サブマリーン」(Music Video)                   |       |            | 4:11 |
| 2.        | 「ワタシノセカイ」(Music Video)                 |       |            | 3:33 |
| 3.        | 「サタデー・ナイト・クエスチョン」(Music Video) |       |            | 3:53 |
| 合計時間: | 合計時間:                                       | 11:37 |            |      |